# Pacal trilobatus
Espèce
Synonymes
- Schizomus trilobatus Rowland, 1975

Pacal trilobatus est une espèce de schizomides de la famille des Hubbardiidae.

## Distribution
Cette espèce est endémique du Tabasco au Mexique,. Elle se rencontre dans les grottes Grutas de Coconá.

## Description
Le mâle holotype mesure 4,1 mm et la femelle paratype 3,7 mm.

## Publication originale
- Rowland, 1975 : A partial revision of Schizomida (Arachnida), with descriptions of new species, genus, and family. Occasional papers of The Museum Texas Tech University, no 31, p. 1-21 (texte intégral).